# C-2 (1928)
El C-2 fue un submarino perteneciente a la Clase C de la Armada Española, compuesta por seis unidades construidas bajo licencia de la firma estadounidense Electric Boat Company del submarino Tipo Holland 105F , en 1923 por la SECN en su astillero de Cartagena,esta unidad participó en la Guerra civil en el bando republicano.

## Historial
En el verano de 1935 y en compañía de los otras cinco unidades clase C, efectuó una gira por diferentes puertos españoles, franceses, británicos e italianos, en los continentes europeo y africano.

### Guerra Civil
Al comienzo de la Guerra Civil se encontraba surto en el puerto de Cartagena, al mando del Capitán de Corbeta García de la Mata y del Alférez de Navío Bustillo Delgado su 2º comandante accidental, y como oficial tenía al Alférez de Navío Arbona Pastor.

#### Atlántico
El 20 de julio de 1936 zarpó con los submarinos B-5 y C-5 con rumbo a Málaga y con la misión de interceptar el paso de las tropas sublevadas desde el norte de África hacia la Península. El día 28 en el puerto de Larache prohibió descargar al barco alemán Sebu de la naviera Oldenburg Line, ordenándole, bajo amenaza de hundimiento, levar anclas y abandonar el fondeadero, con la consiguiente protesta del gobierno alemán. El 16 de agosto detuvo al buque mercante italiano Nereide, que había desembarcado en Melilla material bélico procedente de La Spezia, pero el Destructor Antonio da Noli impuso con su presencia la retirada del submarino, y el mercante prosiguió su viaje. También interceptó al mercante británico Marklyn en el acceso al puerto de Melilla, pero iba protegido por dos destructores de la misma nacionalidad. Y prohíbe la entrada a Sevilla del mercante alemán Lahneck.

#### Cantábrico
Los oficiales son destituidos a primeros de septiembre y toma el mando del Alférez de navío José Luis Ferrando Talayero. Se traslada hacia el Cantábrico con destino a Gijón, y en el tránsito es atacado por un avión Savoia, que no le produce daños, llegando a su destino a mediados de mes sin novedad.
El 10 de noviembre por el Diario Oficial n.º 190 de 1936 se nombra nuevo comandante al Teniente de Navío Eugenio Calderón, y el 13 de octubre, el grueso de la flota republicana abandona el Cantábrico y se traslada al Mediterráneo, menos los submarinos C-2 y C-5, que se quedan patrullando las aguas de Bilbao y Gijón. El C-2 tenía sus baterías en muy mal estado, razón por la sólo podía permanecer dos horas en inmersión, por lo que su comandante solicita el traslado a Cartagena para el cambio de baterías, pero el Gobierno de la República decide mantenerlo en Bilbao hasta la llegada de nuevos elementos.
Estando el C-2 y el C-5 atracados en el puerto del Musel, Gijón, son bombardeados el 27 de diciembre desde el mar por el acorazado España y el destructor Velasco, pero sin afectar a la operatividad de los submarinos.
A primeros de enero de 1937 llega a Bilbao la nueva batería a bordo del mercante inglés Seven Seas Spray procedente de Cartagena. El 5 de enero por la tarde, la aviación nacional efectúa un ataque a la flota que estaba amarrada en puerto, y el C-2 derribó un trimotor. A los pocos días entró en reparaciones para solucionar una serie de averías que tenía en el sistema de propulsión y para poder cambiar los elementos de las baterías, permaneciendo en esta situación hasta el 1 de mayo, en que vuelve a quedar operativo.
El 19 de junio, los sublevados toman Bilbao, debiendo replegarse los submarinos republicanos. El 6 de julio se designa nuevamente comandante del C-2 al Alférez de Navío José Luis Ferrando Talayero, y pasa destinado al B2 el Teniente de Navío Calderón.
La noche del 24 al 25 de julio son transportados en los submarinos C-2 y C-4 los principales mandos militares de Santander a Gijón. El día 26 es ocupado Santander por las tropas franquistas.
Los tres únicos submarinos que quedan en el Cantábrico (C-2, C-4 y C-6) fijan su base en el puerto de El Musel, Gijón.

#### Internamiento en Francia e intento de captura
El 26 de agosto, el puerto de El Musel es sometido a un duro bombardeo aéreo. Al día siguiente el submarino C-2 zarpa de Gijón con rumbo a Brest, donde arriba el 1 de septiembre. Ese mismo día, el Capitán de Corbeta Pedro Prado se hace cargo de los dos submarinos que están internados en Francia por reparaciones: el C-2 y C-4, e intenta acelerar los trámites y reparaciones para una pronta incorporación a la guerra.
Mientras tanto, los comandantes de ambos submarinos se ponen en contacto con agentes franquistas y deciden apoderarse del C-2, que está en condiciones de navegar, y trasladarse con él a la zona nacional con una dotación reducida, compuesta por los hombres de confianza de ambos comandantes.
El 18 de septiembre de 1937, a primeras horas de la noche se encontraba el submarino fondeado con menos de una docena de hombres a bordo, pues el resto habían salido francos de servicio. A bordo de una lancha se acercaron al submarino el Comandante del C-4, Teniente de Navío Lasheras, el jefe del servicio de información militar de la zona fronteriza con Francia, Comandante Troncoso, y un grupo de agentes que piden permiso para subir a bordo, a lo que accede el comandante del C-2, Teniente de Navío Ferrando Talayero. Lasheras y sus acompañantes, pistola en mano, se hicieron rápidamente dueños de la situación. Pero el centinela, un cabo fogonero apostado en la torreta, disparó sobre el grupo que estaba penetrando por la escotilla, matando a uno de ellos. Igualmente se intentó poner los motores en marcha, sin conseguirlo, por lo que se da por fracasada la operación. El Teniente de Navío Lasheras y los demás, a los que se añadieron el Teniente de Navío Ferrando y el Maquinista Naval Tabuza, reembarcaron en la lancha y regresaron al muelle, desapareciendo rápidamente de Brest.

#### Mediterráneo
Reparadas algunas averías, el submarino mandado por el Capitán de Fragata soviético Nicolai Pavlovich Equipko, conocido como Juan Valdés, y con el también ruso V.A. Erogo, como segundo comandante, emprende el 17 de junio de 1938 el regreso a Cartagena, a donde llega el 25 de agosto, continuando sus misiones por el Mediterráneo.
El 3 de marzo de 1939 estalla la revuelta de Cartagena. El C-2, que se encontraba en el Arsenal de la ciudad bajo el mando circunstancial del Capitán de Corbeta Monreal, abandona la Base el día 6 al penetrar en él las fuerzas del Mayor Artemio Precioso, quien recuperó el arsenal para las fuerzas republicanas y puso rumbo a Palma de Mallorca, llevándose parte de los sublevados de la base de Cartagena, donde se entrega voluntariamente a las tropas franquistas el 7 de marzo.

### Tras la guerra civil
Reincorporado al acabar la guerra al Arma Submarina, permaneció en servicio activo hasta finales de 1947, al pasar a la Flotilla el G-7. Fue reclasificado como buque de superficie por Orden ministerial de 29 de febrero de 1948 y medio año después, el 8 de septiembre de 1948, fue adscrito a la Escuela de Mecánicos de Ferrol como navío de prácticas para sustituir al B-2.
Posteriormente, se hundió en 1951 en Estaca de Bares, cuando iba remolcado camino de Avilés para ser desguazado.
Por Orden Ministerial de 6 de junio de 1951 se dio de baja definitivamente.

## Mandos del buque
| Empleo                       | Nombre                           | Desde                    | hasta                    |
| ---------------------------- | -------------------------------- | ------------------------ | ------------------------ |
| Capitán de Corbeta           | Pablo Ruiz Marset                | 19 de julio de 1928      | 6 de agosto de 1930      |
| Capitán de Corbeta           | Fernando Pérez Cayetano          | 6 de agosto de 1930      | 28 de octubre de 1931    |
| Capitán de Corbeta           | Pedro Aubarede Leal              | 28 de octubre de 1931    | 28 de octubre de 1933    |
| Capitán de Corbeta           | Felipe Pinto Gómez               | 28 de octubre de 1933    | 28 de octubre de 1935    |
| Alférez de Navío             | Juan García de la Mata Pérez     | 28 de octubre de 1935    | 27 de septiembre de 1936 |
| Teniente de Navío            | Jose Luis Ferrando Talayero      | 27 de septiembre de 1936 | 10 de noviembre de 1936  |
| Teniente de Navío            | Eugenio Calderón Martínez        | 10 de noviembre de 1936  | 6 de julio de 1937       |
| Teniente de Navío            | Jose Luis Ferrando Talayero      | 6 de julio de 1937       | 29 de septiembre de 1937 |
| Capitán de Corbeta           | Pedro Pardo                      | 29 de septiembre de 1937 | 14 de abril de 1938      |
| Capitán de Fragata soviético | Nicolai P. Eguipko (Juan Valdés) | 14 de abril de 1938      | 5 de abril de 1939       |
| Teniente de Navío            | Luis Huerta de los Ríos          | 5 de abril de 1939       | 24 de junio de 1940      |
| Capitán de Corbeta           | Juan Bonelli Rubio               | 24 de junio de 1940      | 16 de abril de 1941      |
| Capitán de Corbeta           | José Luis Pérez Cela             | 16 de abril de 1941      | 28 de julio de 1942      |
| Capitán de Corbeta           | Oscar Scharfausen Kebbon         | 28 de julio de 1942      | 10 de enero de 1946      |
| Capitán de Corbeta           | Antonio Azarola Fernández        | 10 de enero de 1946      | de 2 de octubre de 1947  |
| Teniente de Navío            | Manuel González-Sicilia de Juan  | de 2 de octubre de 1947  | 28 de agosto de 1948     |